# اشدود

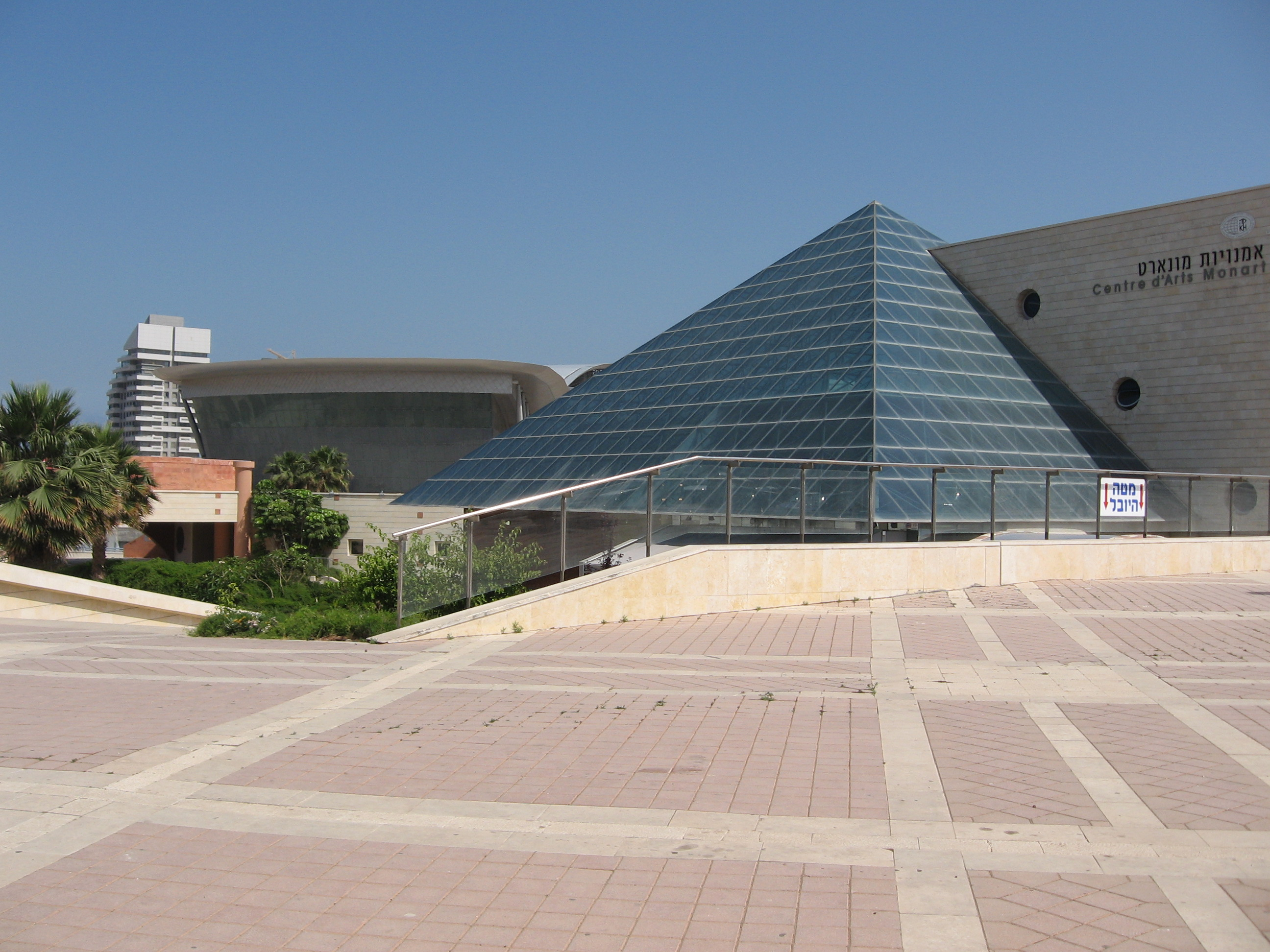
تصویری از ساختمان مرکز هنرهای زیبا در شهر اشدود.

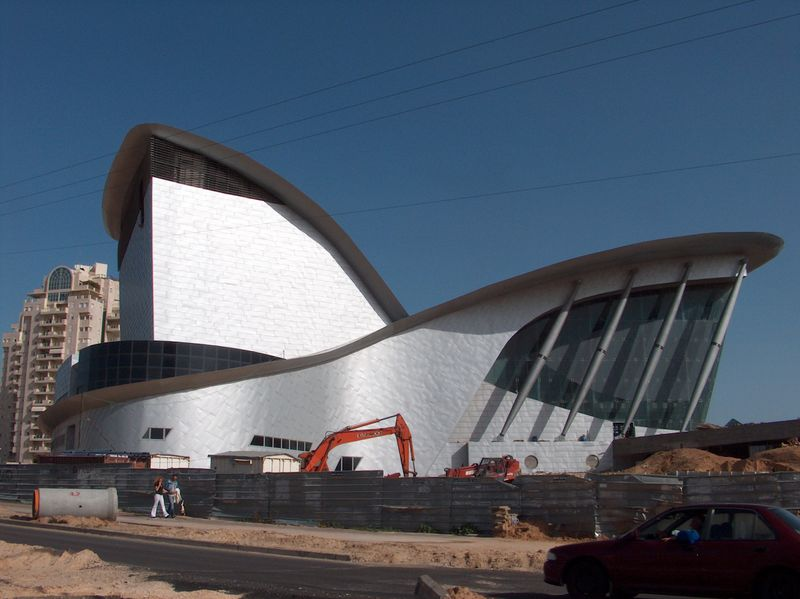
تصویری از ساختمان در حال احداث مرکز فرهنگی اشدود.

اِشدود (به عبری: אשדוד، به عربی:‌ إسدود) نام یکی از شهرهای کشور اسرائیل است که در استان جنوبی اسرائیل و در کنار ساحل دریای مدیترانه قرار گرفته است. شهر اِشدود در حدود ۲۰۰٬۰۰۰ نفر جمعیت دارد و در فاصله تقریبی ۷۰ کیلومتری از شهرهای اورشلیم و بئرشبع قرار گرفته است. اِشدود یکی از مهم‌ترین مراکز تجاری اسرائیل در کنار تل‌آویو است.
بندر اِشدود بزرگ‌ترین بندر اسرائیل است و بیش از ۶۰٪ تمامی واردات اسرائیل از طریق بندر اِشدود انجام می‌گیرد.

## شهرهای خواهر
- بردو، فرانسه[۲]
- باهیا بلانکا، آرژانتین[۳]
- اشپانداو، آلمان[۴]
- تمپا، فلوریدا، ایالات متحده آمریکا[۵]